# Putot-en-Bessin
Putot-en-Bessin era una comuna francesa situada en el departamento de Calvados, de la región de Normandía, que el 1 de enero de 2017 pasó a ser una comuna delegada de la comuna nueva de Thue-et-Mue al fusionarse con las comunas de Bretteville-l'Orgueilleuse, Brouay, Cheux, Le Mesnil-Patry y Sainte-Croix-Grand-Tonne.

## Demografía
| Gráfica de evolución demográfica de Putot-en-Bessin entre 1800 y 2014 |
|                                                                       |

Los datos demográficos contemplados en este gráfico de la comuna de Putot-en-Bessin se han cogido de 1800 a 1999 de la página francesa EHESS/Cassini, y los demás datos de la página del INSEE.